# Plein van 10 oktober 1760
Het Plein van 10 oktober 1760 is plein in Paramaribo in Suriname. Het ligt ingeklemd tussen de Henck Arronstraat, de Johan Adolf Pengelstraat en de Dr. J.F. Nassylaan.
Het plein herinnert aan het Vredesverdrag van 1760 dat de Aukaners toen sloten met de Sociëteit van Suriname. Het was de eerste blijvende vrede van een marronstam met de Nederlandse kolonisators. Het plein kreeg deze naam op 8 februari 1993. Op het plein werd in 2006 het Monument 10 oktober 1760 onthuld.
Inmiddels worden op dit plein tijdens de Dag der Marrons, die in 1974 werd ingesteld, kransen gelegd en een plengoffer gebracht. In november 2018 werd plein bezocht door koning Otumfuo Nana Osei Tutu II van de Ashanti in Ghana. Ook hij legde hier een krans.